# Ezechiel Joseph
Ezechiel Joseph – polityk Saint Lucia.
Jest członkiem Zjednoczonej Partii Robotników (UWP). Jako reprezentant okręgu wyborczego Babonneau dostał się do Izby Zgromadzenia w grudniu 2006. Objął funkcję ministra rolnictwa, leśnictwa i rybołówstwa w rządzie Johna Comptona. Stanowisko utrzymał w gabinecie Stephensona Kinga.